# 维也纳交响乐团
维也纳交响乐团（德語：Wiener Symphoniker），是位於奧地利維也納的管弦樂團，主要的演出場地是维也纳音乐厅。

## 沿革
1900年，裴迪南·呂維創辦了樂團，當時的名稱是「維也納演奏團」（Wiener Concertverein）。1913年，他們開始使用维也纳音乐厅做為音樂會場地。1919年，樂團與聲藝家管弦樂團併團。1933年開始使用目前的團名。由於廣播在二〇年代的興起，维也纳交响乐团的聽眾入場數銳減，但仍然勉力經營。隨著1938年奧地利遭德國吞併，他們被劃為德意志第三帝國的「文化樂團」（德語：Kulturorchester）之一。1944年9月1日，納粹當局勒令樂團解散，原有人力則投入戰事後勤。
1945年9月16日，维也纳交响乐团舉行了戰後的首場演奏會，演出馬勒第3號交響曲。在约瑟夫·克里普斯的領導下，樂團參與了1946年夏季的布雷根茨音樂節，並逐漸收復了名聲。此外，1946年起樂團與赫伯特·冯·卡拉扬展開一段密切的合作，卡拉揚以維也納樂友協會指導的身分，規劃了「卡拉揚系列」的音樂會，並率領樂團前往歐洲、北美各地巡迴。
1959年，在沃尔夫冈·萨瓦利希的指揮下，维也纳交响乐团赴梵蒂冈為教宗若望二十三世演奏。萨瓦利希亦負責了1964年的美國巡迴，以及1967年的美、日兩地巡迴。1970年，樂團邀請克里普斯重回指導，擔任藝術顧問職務，直到1973年卡尔罗·马里亚·朱里尼到任為止。1986年，乔治·普雷特亦應允了同性質的應急任命，擔任首席客座指揮，他的職位則由1991年到任的拉斐爾·弗呂貝克·德·伯格斯所繼承。為了感謝他們的貢獻，樂團贈與萨瓦利希與普雷特「榮譽指揮」（德語：Ehrendirigent）之銜。
2006年起，维也纳交响乐团成为維也納河畔劇院的驻院乐团，在该場地演出歌剧時擔任伴奏。
2011年10月，维也纳交响乐团宣布與菲利浦·約丹達成協議，後者將於2014年樂季上任首席指揮，合約期為5年。2016年12月，雙方議定延長合約，約丹的任期將延長至2020年樂季結束為止。在約丹的帶領下，樂團亦展開史上第一次的商業錄音製作，曲目是貝多芬的全本交響曲。2018年3月，樂團對外宣布約丹的繼任者將是安德烈斯·奥罗斯科-埃斯特拉达，他的任期將自2021年樂季展開，合約期為5年。
目前，维也纳交响乐团在每个乐季固定推出150场左右的音乐会及歌剧演出。

### 歷任指揮
- 裴迪南·呂維（德语：Ferdinand Löwe）（1900年–1925年）
- 胡果·戈特斯曼（德语：Hugo Gottesmann）（1929年–1933年）
- 奧斯華·卡巴斯塔（德语：Oswald Kabasta）（1934年–1938年）
- 漢斯·懷斯巴赫（德语：Hans Weisbach）（1939年–1944年）
- 汉斯·斯瓦洛夫斯基（1945年–1947年）
- 沃尔夫冈·萨瓦利希（1960年–1970年）
- 卡尔罗·马里亚·朱里尼（1973年–1976年）
- 根纳季·尼古拉耶维奇·罗日杰斯特文斯基（1980年–1982年）
- 拉斐爾·弗呂貝克·德·伯格斯（西班牙语：Rafael Frühbeck de Burgos）（1991年–1996年）
- 弗拉基米尔·费多谢耶夫（1997年–2005年）
- 法比奧·路易西（2005年–2013年）
- 菲利浦·約丹（2014年–2021年）
- 安德烈斯·奥罗斯科-埃斯特拉达（2021年–2022年）

此外，樂團與富特文格勒（1927–30年，樂友協會指導）、卡拉揚（1948–64年，樂友協會指導）、克里普斯（1970–73年，藝術顧問）、普雷特（1986–91年，首席客座指揮）等指揮家皆有合作。

## 首演作品
近代許多經典作品都是由维也纳交响乐团所首演，包括布鲁克纳第9號交響曲、勋伯格《古列之歌》、拉威尔的《左手钢琴协奏曲》等。

## 外部連結
- 维也纳交响乐团的Discogs页面（英文）